# 在家塚村
在家塚村（ざいけづかむら）は山梨県中巨摩郡にあった村。現在の南アルプス市在家塚にあたる。

## 歴史
- 1889年（明治22年）7月1日 - 町村制の施行により、近世以来の在家塚村が単独で自治体を形成。
- 1951年（昭和26年）7月1日 - 飯野村と合併して巨摩町が発足。同日在家塚村廃止。

## 交通

### 鉄道路線
- 山梨交通
  - 電車線
    - 在家塚駅

### 道路
- 富士川街道（現・国道52号）

現在は旧村域に中部横断自動車道・甲西道路の白根インターチェンジが所在するが、当時は未開通。